# Kalîteanske, Kozeleț
Kalîteanske (în ucraineană Калитянське) este un sat în comuna Omeleaniv din raionul Kozeleț, regiunea Cernihiv, Ucraina.

## Demografie
Componența lingvistică a localității Kalîteanske
     Ucraineană (100%)
Conform recensământului din 2001, toată populația localității Kalîteanske era vorbitoare de ucraineană (100%).